# Joseph Cafasso

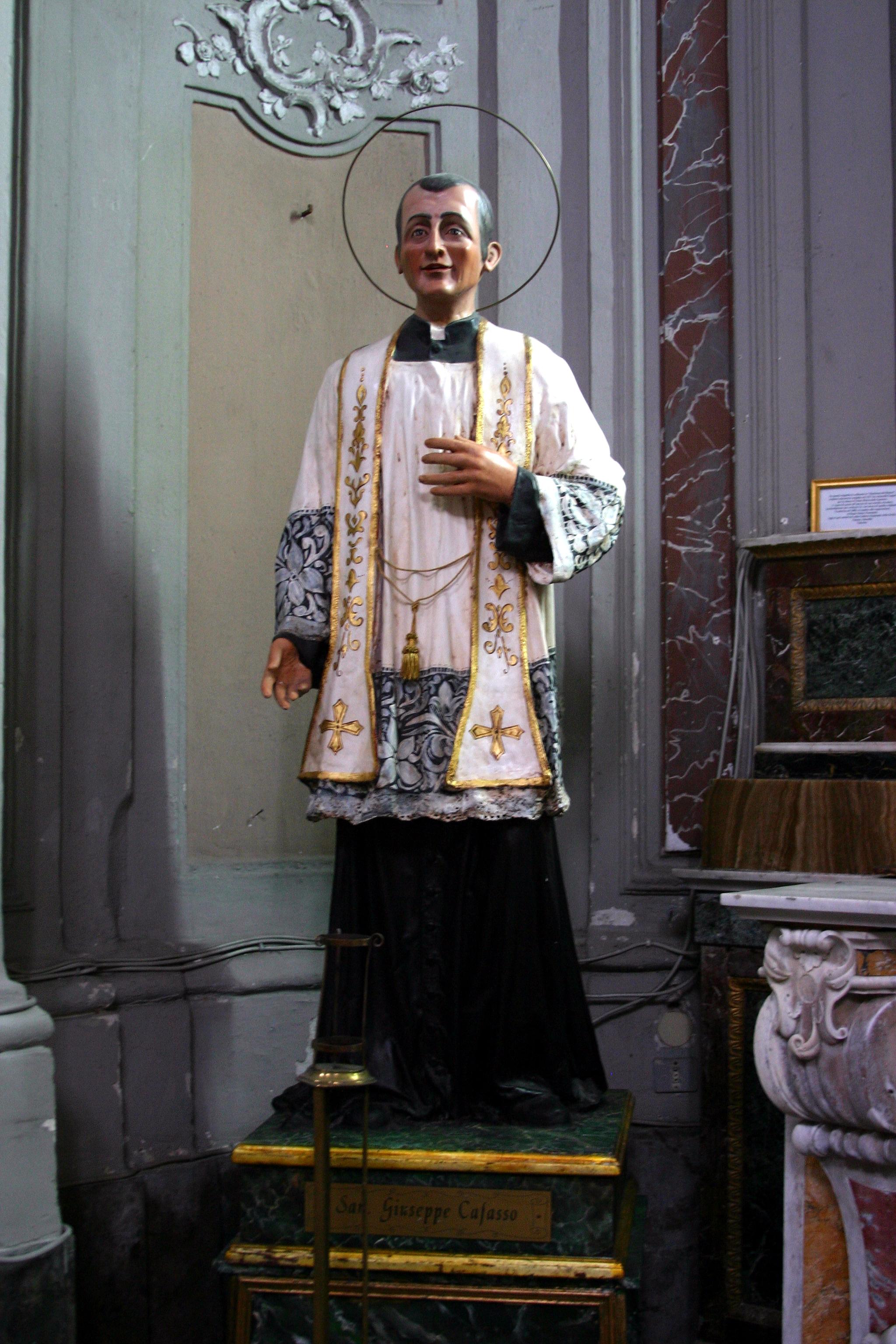

Joseph Cafasso (* 15. Januar 1811 in Castelnuovo d’Asti; † 23. Juni 1860 in Turin) war ein römisch-katholischer Geistlicher und Sozialreformer. Er wurde 1947 heiliggesprochen.

## Leben
Der Sohn eines wohlhabenden Bauern ging auf das Seminar in Chieri und empfing 1833 die Priesterweihe. Er trat in das kirchliche Konvikt Institut des hl. Franziskus des Theologen Luigi Guala ein, um seine Kenntnisse zu vertiefen. 1836 wurde er in diesem Konvikt selbst Lehrer für Moraltheologie, später auch Spiritual und von 1846 bis 1860 Rektor. Zu seinen Schülern gehörte unter anderem Johannes Bosco, der ihn – wie viele andere Turiner Salesianer- und Diözesanpriester – auch zum Beichtvater wählte. 1848 wurde er zudem Pfarrer der mit dem Konvikt verbundenen Pfarrei Saint François. Er gilt als großer Verehrer und Nachahmer des hl. Franz von Sales. Er engagierte sich insbesondere auch in der Gefangenenseelsorge in fünf Turiner Gefängnissen, gegebenenfalls – bei 68 Gefangenen belegt – bis hin zur Hinrichtung, was ihm den Beinamen Galgenpriester einbrachte.
Er gehört daher – neben Don Bosco, Josef Benedikt Cottolengo, Johannes Bosco, Schwester Maria Domenica Mazzarello und Leonhard Murialdo und anderen – zu den sogenannten Turiner Sozialheiligen des 19. Jahrhunderts. Am 3. Mai 1925 wurde er, unter großer Unterstützung durch seine Neffen dem Seligen Giuseppe Allamano, von Papst Pius XI. selig-, am 22. Juni 1947 durch Papst Pius XII. heiliggesprochen. Sein Festtag ist der 23 Juni. Er gilt als der Patron der Kapläne, der Gefangenen und der Gefängnisseelsorger.
Ein Denkmal wurde zu seinem Gedächtnis in Turin an der Straßenkreuzung der Straßen Regina Margherita, Principe Eugenio und Valdocco errichtet, Rondò della Forca genannt. Er ist Patron der Kirche San Giorgio in Kemonia in Palermo.

## Werke
- Opere complete, Torino, Istituto-Collegio internazionale della Consolata per le missioni estere,
  - 1. Sacre missioni al popolo, Turin 1923;
  - 2. Sacre missioni al popolo, Turin 1925;
  - 3. Meditazioni per esercizi spirituali al clero, Turin 1925;
  - 4. Istruzioni per esercizi spirituali al clero, Turin 1925;
- Edizione nazionale delle opere di san Giuseppe Cafasso,
  - 1. Esercizi spirituali al clero. Meditazioni, a cura di Lucio Casto, Cantalupa 2003;
  - noch nicht erschienen
  - 3. Missioni al popolo. Meditazioni, a cura di Pier Angelo Gramaglia, Cantalupa 2002;
  - 4. Predicazione varia al popolo. Istruzionie discorsi, a cura di Renzo Savarino, Cantalupa 2005;
  - 5. Epistolario e testamento, introduzione, testi e note a cura di Giuseppe Tuninetti, Cantalupa 2004.